# بيت دقو
بيت دقو هي قرية فلسطينية في محافظة القدس وتبعد عنها 13 كم، تحد بيت دقو من الغرب قرية بيت لقيا، من الشمال الطيرة ومن الجنوب الغربي بيت عنان، يحدها من الجنوب قطنة ومن الجنوب الشرقي القبية، الشمال الشرقي ببيتونيا.

## التسمية
كلمة بيت دقو تحوير من بيت الدقَاق كون الشيخ عمر مؤسس القرية وهو من المتصوفة الذين استخدموا في بيوتهم عدة الصوفية وكان يعرف بوجاهته في المنطقة .

## التاريخ
اعتقد السكان المحليون أن أسلافهم وصلوا في أوائل القرن الرابع عشر إلى بيت دقو من قرية أم ولد في جنوب سوريا. ينتمي سكان القرية إلى عائلات بدر، وعلي حسين، وريان، ومرار، وداود، ومصلح.

### العصر العثماني
في عام 1517م دخلت القرية ضمن الإمبراطورية العثمانية مع باقي المدن الفلسطينية، وفي سجلات الضرائب لعام 1596 ظهرت بإسم بيت دقو، وتقع في ناحية جبل القدس في لواء القدس. كان عدد السكان 3 أسر. كانوا يدفعون معدل ضريبة بنسبة 33.3% على المنتجات الزراعية، والتي شملت القمح والشعير والزيتون وأشجار الفاكهة والماعز وخلايا النحل بالإضافة إلى الإيرادات العرضية، بإجمالي 2730 أكجة.
في عام 1838م، تم تصنيفها كقرية إسلامية، تقع في قضاء بني مالك، غربي القدس.
في عام 1870، وصفها جيرين بأنها "قرية صغيرة تقع على قمة تل مرتفع". وجد سوسين من قائمة رسمية للقرى العثمانية من نفس العام تقريبًا (1870) أن بيت دقو كان عدد سكانها 125 نسمة، بإجمالي 36 منزلاً، على الرغم من أن تعداد السكان شمل الرجال فقط. 
في عام 1883، وصف مسح فلسطين الغربية الذي أجرته مؤسسة أبحاث فلسطين (PEF) بأنها "قرية متوسطة الحجم، تقع على قمة تل، مع نبع إلى الشمال الغربي وأشجار زيتون إلى الشمال. كانت أيضًا إقطاعية مثل بيت عنان." 
في عام 1896، قُدِّر عدد سكان بيت دقو بحوالي 114 شخصًا.

### عصر الإنتداب البريطاني
في تعداد فلسطين الذي أجرته سلطات الانتداب البريطاني عام 1922، بلغ عدد سكان القرية 254 نسمة،  وارتفع في تعداد عام 1931 إلى 328 في 84 منزلًا مأهولًا بالسكان.
في إحصاءات عام 1945 بلغ عدد سكان بيت دقو 420،  ومساحة الأرض 5393 دونمًا، وفقًا لمسح رسمي للأراضي والسكان  ومن هذه المساحة، كانت 1610 دونمًا من المزارع والأراضي المروية، و1767 دونمًا تستخدم لزراعة الحبوب، في حين كانت 27 دونمًا من الأراضي المبنية.

### العصر الإردني
بعد النكبة الفلسطينية عام 1948، وبعد اتفاقيات الهدنة عام 1949، أصبحت بيت دقو تحت الحكم الأردني.
في عام 1961، بلغ عدد سكان بيت دقو 537 نسمة.

### ما بعد 1967
منذ حرب الأيام الستة عام 1967، أصبحت قرية بيت دقو تحت الاحتلال الإسرائيلي، بلغ عدد السكان في تعداد عام 1967 الذي أجرته السلطات الإسرائيلية 438 نسمة، منهم 16 لاجئًا.
بعد اتفاقيات عام 1995، تم تصنيف 10.6% من أراضي القرية كمنطقة ب، بينما تم تصنيف 89.4% المتبقية كمنطقة ج. وقد صادرت إسرائيل أراضي من بيت دقو لبناء مستوطنة جفعات زئيف الإسرائيلية.

## السكان
يبلغ عدد سكان القرية 2000 نسمة، ويعيشون على أرضًا مساحتها 8500 مترًا مربعًا.

## جدار الفصل العنصري

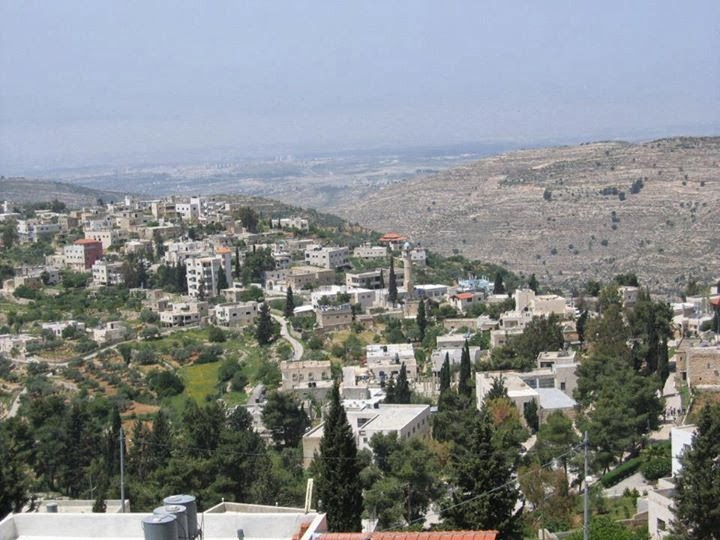

يلتهم جدار الفصل العنصري الآلاف من الدونمات المزروعة وغير المزروعة في القرية تحت اسم توفير الأمن للكيان الصهيوني هو ادعاء باطل يكشف زيف الاحتلال وخبث نواياه في فرض السيطرة على الأراضي الفلسطينية ومصادرتها وانتزاعها من يد أصحابها.